# لي بريفليج دو بلان

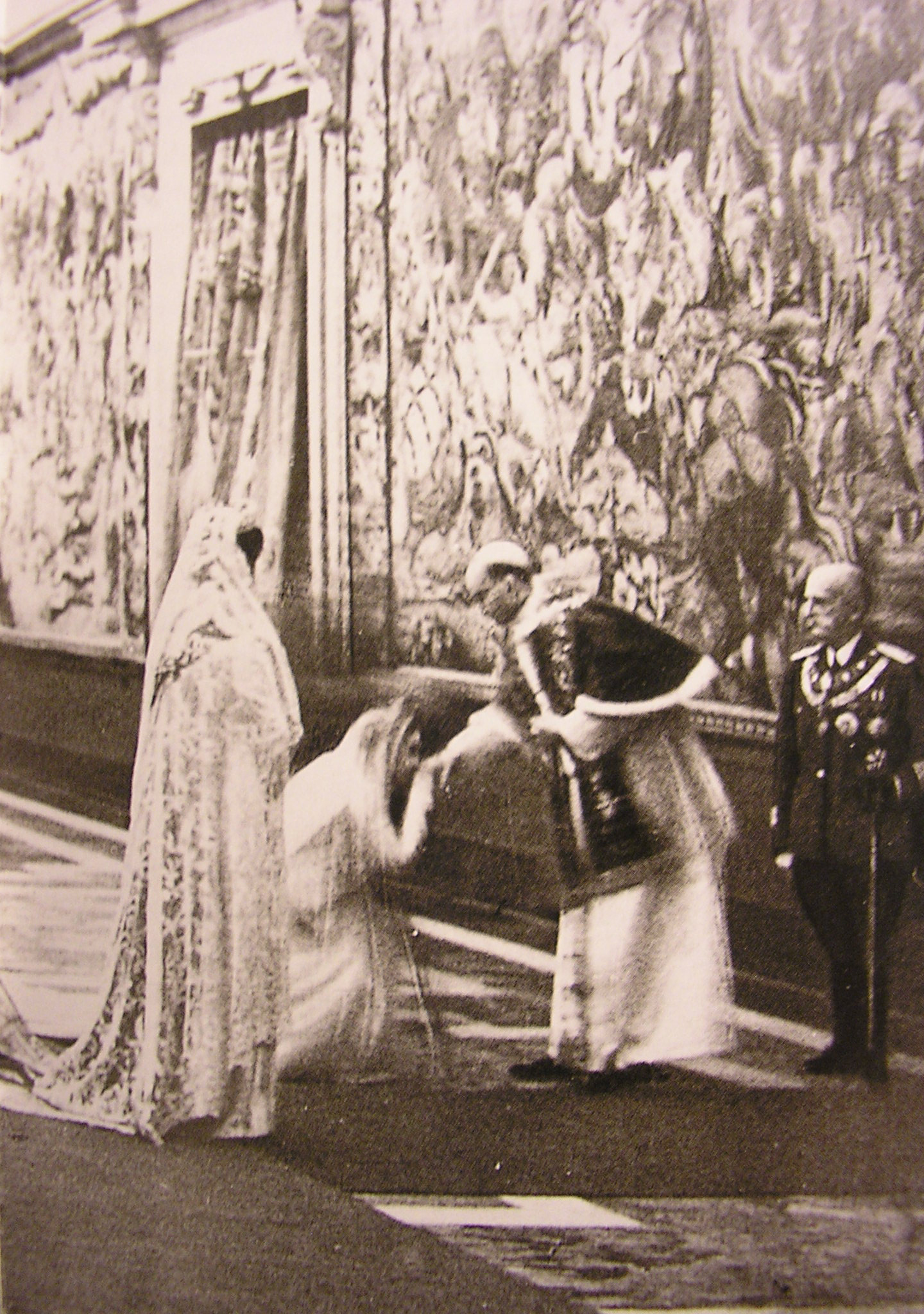
ملكة إيطاليا إلينا دل مونتينيغرو والأميرة ماري خوسيه يرتدين الفستان والطرحة البيضاء خلال اللقاء مع البابا بيوس الثاني عشر في 28 ديسمبر 1939 في قصر كيرينالي.

لي بريفليج دو بلان (بالفرنسيّة: Privilège du blanc) أي امتياز الأبيض هو مصطلح فرنسي يستخدم لوصف التقليد البابوي الذي يُسمح بموجبه لبعض الملكات والأميرات الكاثوليكيات بارتداء فستان وطرحة بيضاء خلال اللقاء مع البابا. وذلك بدلًا من اللباس السوداء العادية المستخدمة من قبل أقران رؤساء الدول الأخرى.
تحظى بعض الأميرات أو الملكات الكاثوليكيات بامتياز وتقدير من البابا، ان كانت لا تزال كاثوليكية، أو متزوجة من ملك كاثوليكي آخر، أو ببساطة منحت عن طريق البابا الحق في ارتداء الأبيض خلال مقابلته. يُحق للملكية الكاثوليكية اختيار ممارسة الشرف تبعًا لأهمية المناسبة، وهذا لا ينفي الامتياز لها أيضًا أن تختار ارتداء ملابس سوداء في مناسبات بابوية معينة.
اليوم لا تزال تتربع بعض العائلات الكاثوليكية الملكية في بلجيكا، ولوكسمبورغ، وإسبانيا. ويتخذ ملوك إسبانيا لقب «جلالة الملك الكاثوليكي» بشكل وراثي. بينما يرأس ليختنشتاين وموناكو أمير كاثوليكي.

## المؤهلات
اعتبارًا من عام 2015، الملكات اللواتي كن مؤهلات للحصول على الامتياز في ارتداء الأبيض خلال مقابلة البابا:
| المملكة الدوقية الإمارة | الشخصية المؤهلة                       | منذ:                        |
| ----------------------- | ------------------------------------- | --------------------------- |
| إسبانيا                 | الملكة صوفيا ملكة إسبانيا             | منذ تتويج زوجها في عام 1975 |
| بلجيكا                  | الملكة باولا من بلجيكا                | منذ تتويج زوجها في عام 1993 |
| لوكسمبورغ               | ماريا تريزا، الدوقة العظمى للوكسمبورغ | منذ تتويج زوجها في عام 2000 |
| موناكو                  | شارلين أميرة موناكو                   | منذ 2013                    |
| بلجيكا                  | الملكة ماتيلد من بلجيكا               | منذ تتويج زوجها في عام 2013 |
| إسبانيا                 | ليتيزيا ملكة إسبانيا                  | منذ تتويج زوجها في عام 2013 |

لم يتم منح امتياز ارتداء الأبيض لجميع زوجات الملوك الكاثوليك أو زوجات الملوك غير الكاثوليك. لم تمنح زوجة ملك ليسوتو، أو زوجة أمير ليختنشتاين على الرغم من أنهم هم من الكاثوليك، حق ارتداء الأبيض خلال مقابلة البابا. كما لم تمنح هذا الشرف ماكسيما ملكة هولندا، الكاثوليكية المذهب؛ إذ أن زوجها فيليم ألكساندر ملك هولندا بروتستانتي. أنُتقدت شيري بلير الكاثوليكية المذهب، زوجة رئيس الوزراء البريطاني السابق توني بلير في عام 2006 لارتدائها الأبيض عند زيارة البابا بنديكتوس السادس عشر في 28 أبريل 2006. إذ أنّ حق ارتداء الأبيض يُسمح فيه لبعض الملكات والأميرات الكاثوليكيات.